# Тверской государственный технический университет
Тверской государственный технический университет (сокращённо ТвГТУ, до 1994 года Тверской политехнический институт) — высшее учебное заведение в Твери.
Основан в 1922 году, и изначально специализировался на подготовке специалистов торфяной отрасли. В 1958 году институт был переведён из Москвы в Тверь, а в 1994 году он получил статус университета. Сейчас университет размещается в девяти корпусах, в структуре университета есть вычислительный центр и учебный полигон.
В 2023 году университет занял 33 место по России в рейтинге RUR Subject Rankings 2023.

## История
Университет основан в 1922 году как Московский торфяной институт, однако вскоре был слит с Сельскохозяйственной академией им. Тимирязева, а затем переведён в состав Московской горной академии. В 1930 году ВУЗ вновь стал самостоятельным учебным заведением — Московским торфяным институтом. Первоначально в институте было три отделения — горное, технологическое и механическое. Основной задачей института стала подготовка специалистов для торфяной отрасли. В 1930—1931 учебном году в институте обучался 191 студент. На 23 кафедрах института работали 38 преподавателей, в том числе 11 профессоров и 16 доцентов.
Создание МТИ обеспечило научно-техническое развитие торфяной промышленности. В 1940 году Н. А. Наседкиным была защищена первая в МТИ докторская диссертация, создавались современные учебные и научно-исследовательские лаборатории.
К началу Великой Отечественной войны число студентов составляло уже 1100 человек. Во время войны институт был частично эвакуирован в Свердловск; в Москве был создан сектор для выполнения оборонных заказов. Под руководством профессора Н. А. Наседкина исследовалась проходимость танков в условиях заболоченной местности. Профессор М. П. Воларович исследовал проблему оптимального состава смазочных масел для облегчения запуска двигателей в условиях низких температур. Под руководством профессора С. С. Драгунова разрабатывались конструкции грелок для солдат на основе торфяной крошки. Во время войны был открыт филиал института в Орехово-Зуево. В 1943 году институт вернулся из эвакуации в Москву.
В 1930—1958 годах, когда институт работал в Москве, было подготовлено 3949 инженеров по специальностям механик, технолог, гидротехник и инженер путей сообщения. В вузе преподавали известные учёные, в частности член-корреспондент АН СССР В. В. Соколовский и член-корреспондент АН БССР В. Е. Раковский. В 1958 году институт был переведён в Калинин и получил название Калининский торфяной институт (КТИ). В 1958—1959 учебном году был произведён набор на первый курс (200 человек) в Калинине, а старшие курсы продолжали учёбу в Москве. К 1960 году в институте преподавали 184 человека, из них 60 % приехавшие из Москвы.
К 1965 году в институте было защищено около 30 кандидатских и докторских диссертаций. В институте были созданы научные школы по физике и химии торфа, по трению и износу в машинах, по механике и переработке торфа, по разработке торфяных месторождений, по геологии торфяных месторождений, по механике деформации твёрдого тела и многие другие. 
В 60-е годы происходит интенсивное развитие института — строятся новые корпуса и общежития, открываются новые кафедры и факультеты. На 8 факультетах института обучается 6500 студентов, институт из специализированного становится политехническим и получает название Калининский политехнический институт (КПИ).
В 1970-е годы в институте были открыты новые специальности — «автомобильные дороги», «гидромелиорация», «химическая технология лаков и красок». В 1972 году за заслуги в подготовке инженерных кадров и развитие научных исследований и в связи с 50-летием со дня основания институт был награждён орденом Трудового Красного Знамени. К 1987 году в институте насчитывается уже 13 факультетов и 53 кафедры, на которых ведётся обучение по 19 специальностям. В институте работают 25 докторов наук и более 300 кандидатов наук, в общей сложности более 700 преподавателей, из которых 25 профессоров и 316 доцентов. Количество студентов достигает 9000 человек. Начинается обучение иностранцев из стран Азии, Африки и Латинской Америки.
В 90-е годы произошло сокращение численности студентов и преподавателей университета, а также количество факультетов и кафедр. Приём был сокращён с 1475 до 1100, а затем до 950 человек. В университете ведётся работа по переходу на многоуровневую систему подготовки специалистов, значительно изменена структура специальностей, открыты новые направления подготовки специалистов: «Природообустройство», «Менеджмент», «Психология», «Химия», «Биотехнология», «Информационные системы в экономике», «Приборостроение». В 1994 году институт получил статус государственного технического университета. К 1997 году университет располагал 7 учебными корпусами и зданиями общей площадью свыше 57000 м2.
За время работы в Твери университет подготовил более 60 тысяч специалистов и учёных. Среди выпускников — ученые и педагоги, руководители крупных предприятий и организаций, известные менеджеры, государственные, политические и общественные деятели.

## Руководство
C 2007 по 2017 годы президентом университета был Вячеслав Миронов.

Далее приведён список всех ректоров университета:
- П. П. Федоров (1930)
- Д. А. Клюшников (1931—1933)
- В. И. Пенкович (1933—1935)
- М. П. Головчанский (1935—1936)
- И. И. Радченко (1936—1938)
- И. С. Кононцев (1938—1939)
- С. А. Цупров (1939—1940, 1944—1950)
- И. Е. Белокопытов (1940—1944)
- Б. П. Казанцев (1951—1952)
- М. В. Булочников (1953—1956)
- С. Г. Солопов (1956—1958)
- М. А. Чулюков (1959—1962)
- В. Д. Гвоздев (1963—1969)
- И. Ф. Ларгин (1969—1977)
- В. Г. Зубчанинов (1977—1987)
- В. А. Миронов (1987—1997, 2002—2007)
- А. И. Матвеев (1997—2001) (и. о.)
- Э. М. Сульман (2001—2002) (и. о.)
- Б. В. Палюх (2007—2013)
- А. В. Твардовский (2013 — н.в.)[1]

## Факультеты
В университе присутствует девять факультетов, на которых обучается по всем формам обучения около 11000 студентов на более чем 40 специальностях и направлениях:
- Машиностроительный
  - Электроэнергетика и электротехника
  - Технологические машины и оборудование
  - Автоматизация технологических процессов и производств
  - Конструкторско-технологическое обеспечение машиностроительных производств
  - Наземные транспортно-технологические комплексы
  - Наземные транспортно-технологические средства

- Инженерно-строительный
  - Строительство
  - Землеустройство и кадастры

- Природопользования и инженерной экологии
  - Теплоэнергетика и теплотехника
  - Технологические машины и оборудование
  - Энерго- и ресурсосберегающие процессы химической технологии, нефтехимии и биотехнологии
  - Техносферная безопасность
  - Природообустройство и водопользование
  - Эксплуатация транспортно-технологических машин и комплексов
  - Наземные транспортно-технологические средства
  - Горное дело

- Информационных технологий
  - Информатика и вычислительная техника
  - Информационные системы и технологии
  - Программная инженерия
  - Приборостроение
  - Биотехнические системы и технологии
  - Управление в технических системах
  - Прикладная информатика

- Управления и социальных коммуникаций
  - Технология транспортных процессов
  - Психология
  - Психология служебной деятельности
  - Экономика
  - Менеджмент
  - Управление персоналом
  - Торговое дело
  - Экономическая безопасность
  - Социология
  - Реклама и связи с общественностью
  - Сервис

- Химико-технологический
  - Химия
  - Химическая технология
  - Биотехнология
  - Стандартизация и метрология

- Заочного обучения
- Дополнительного профессионального образования
- Международного академического сотрудничества

На базе этого университета был создан так называемый Центр дистанционного обучения и коллективного пользования информационными ресурсами (ЦДОКП).